# Passiflora murucuja
Passiflora murucuja L. – gatunek rośliny z rodziny męczennicowatych (Passifloraceae Juss. ex Kunth in Humb.). Występuje naturalnie na Portoryko, Haiti oraz Tortudze. 

## Morfologia
PokrójZdrewniałe, trwałe, nagie liany.
LiściePodwójnie klapowane, klinowe u podstawy. Całobrzegie, z tępym wierzchołkiem. Ogonek liściowy jest nagi i ma długość 1–1,5 cm. Przylistki są wąskie o długości 2–4 mm.
KwiatyPojedyncze lub zebrane w pary. Działki kielicha są podłużne, mają 1–2 cm długości. Płatki są deltoidalne, czerwone, mają 2–3 cm długości. Przykoronek ułożony jest w dwóch rzędach, czerwony, ma 10–15 mm długości.
OwoceSą kulistego kształtu. Mają 1–1,5 cm średnicy.